# Casa della Corporazione dei Panettieri

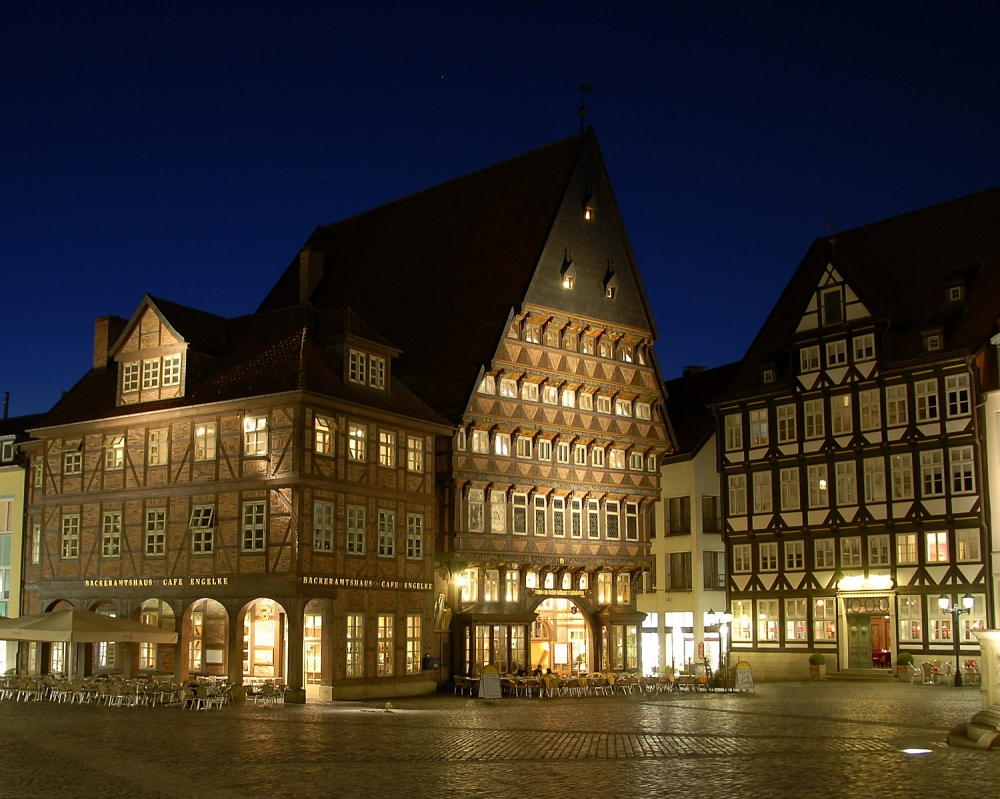
Knochenhaueramtshaus & Bäckeramtshaus, Hildesheim

La Casa della Corporazione dei Panettieri (in tedesco Bäckeramtshaus) è una casa a graticcio che si affaccia sul lato occidentale della Piazza del Mercato di Hildesheim, in Germania.

## Storia e descrizione
Venne costruito in stile Biedermeier nell'anno 1825 al posto di un edificio precedente del XVI secolo, accanto al più imponente e celebre Knochenhaueramtshaus.
Originariamente, il lato che guarda sulla Rathausstraße era costituito da un portico in legno poggiante su 6 pilastri (si hanno testimonianze fotografiche degli anni 1884 circa), alterato a fine Ottocento.
Il 22 marzo 1945 il centro storico della città venne completamente distrutto da un terribile bombardamento incendiario: anche il Bäckeramtshaus seguì la sorte di centinaia di case ad intelaiatura in legno, bruciando fino al basamento.
L'area rimase libera fino al 1960, quando  venne deciso di costruirvi sopra l'hotel "Rose", un brutto edificio in vetro e cemento nello stile in voga all'epoca; inaugurato nel 1963, l'hotel non fu mai molto amato dagli abitanti di Hildesheim, che avrebbero desiderato invece la riedificazione degli edifici storici.
Negli anni seguenti, si formarono alcune associazioni cittadine che raccoglievano fondi per ricostruire le case della piazza. La Cassa di Risparmio di Hildesheim finanziò la ricostruzione delle facciate delle case del lato sud della piazza. Poco dopo vennero ricostruite quelle del lato nord. Nel frattempo la gestione dell'hotel "Rose" fece bancarotta.
Infine, il 21 aprile 1986 il concilio cittadino deliberò la ricostruzione del Knochenhaueramtshaus e del Bäckeramtshaus.
Il 27 ottobre 1987 venne posata la prima pietra; il 31 ottobre dell'anno successivo venne celebrata la festa del completamento del tetto (in tedesco Richtfest). L'inaugurazione dell'edificio terminato avvenne nel dicembre 1989.
Oggi l'edificio ospita al pian terreno una caffetteria.
Il Knochenhaueramtshaus e il Bäckeramtshaus sono gli unici due edifici delle piazza ad essere stati interamente ricostruiti secondo l'antico progetto e con la tecnica del legno strutturale, a differenza degli altri, di cui sono state solamente ricreate le facciate.
Nell'opera di ricostruzione è stato deciso di ripristinare il porticato in legno originale.
Per ricostruire il solo Bäckeramtshaus vennero impiegati 70 metri cubi di legno di quercia.